# Dupuis (uitgeverij)
Dupuis is een Belgische uitgeverij van strips.

## Geschiedenis
Het bedrijf werd door Jean Dupuis in 1898 opgericht in Marcinelle bij Charleroi. Oorspronkelijk was Dupuis een drukkerij. In 1922 werd met de uitgeverij begonnen met als eerste titel Les Bonnes Soirées, later Bonne Soirée, een weekblad dat geïllustreerde verhalen bracht. Dupuis voegde daar later Le Moustique en, onder toezicht van zijn Nederlandse schoonzoon Renée Matthews, het Nederlandse magazine De Haardvriend (het latere Mimosa) aan toe. Het tijdschrift Moustique kreeg 10 jaar na de lancering een Vlaamse zustereditie, Humoradio, nu bekend als Humo. Aanvankelijk waren er reeksen boeken en tijdschriften, zowel fictie als non-fictie, waaronder de educatieve serie De Wonderbare Wereld.

### Spirou
Dupuis begon in 1938 het Franstalige, Waalse stripweekblad Spirou, dat na enkele weken ook in het Nederlands verscheen als Robbedoes. Het blad bracht originele strips van Franse en Belgische tekenaars, maar ook aangekochte strips uit de Verenigde Staten. Het blad werd een groot succes en in jaren 1940 werd er een jeugdbeweging Les amis de Spirou opgericht. Steunpilaren van het blad tijdens de eerste jaren waren scenarist Jean Doisy, die ook verschillende rubrieken volschreef, en tekenaar Joseph Gillain (Jijé) die zowel in realistische als humoristische stijl tekende. Gillain werd een mentor voor een jongere generatie tekenaars als André Franquin, Morris en Will.

### Stripalbums
Charles Dupuis, zoon van Jean Dupuis, werd lid van het directiecomité en het creatieve brein achter de tijdschriften van de uitgeverij. Hij was ook de drijvende kracht achter de uitgave van stripalbums. In 1948 opende de uitgeverij een boekenwinkel op de boulevard Saint-Germain in Parijs. De jaren 1960 zagen de hoogdagen van het weekblad Spirou met een oplage van meer dan 200.000 exemplaren. Vanaf de jaren 1970 werd de uitgave van stripalbums steeds belangrijker.

### Verkoop
De uitgeverij werd in 1985, bij het pensioen van Charles Dupuis, overgenomen door de Groep Brussel Lambert van Albert Frère. Later kwam de uitgeverij in handen van de Franse uitgeverij Hachette. In 1995 betrok de uitgeverij een nieuw gebouw in Marcinelle. Sinds 2004 is de uitgeverij eigendom van de Franse groep Média-Participations.
In maart 2013 kocht Dupuis uitgeverij Marsu Productions over. Bij die uitgever zat een deel van de rechten op het werk van André Franquin, een van de bekendste stripauteurs die carrière maakten bij Dupuis. Door de overname kwam een groot deel van de rechten op Franquins werk weer samen in één uitgeverij. Voor de overname bezat Dupuis al een minderheidsaandeel in Marsu.

## Uitgaven

### Stripreeksen
- 421
- Agent 212
- Alice & Leopold
- Alter ego
- Archie Cash
- Aria
- Arme Lampil
- Aurora en Ulysses Centauren
- Attila
- Aymone
- Baard en Kale
- De Beverpatroelje
- Bij Sjaak, tussen pot en pint
- Bizu
- De Blauwbloezen
- Jerome K. Jerome Bloks
- Luitenant Blueberry
- De jonge jaren van Blueberry
- Bollie en Billie
- Bram Jager en zijn buur
- De Brozems
- Buck Danny
- De Campbells
- Caesar en Josientje
- Cédric
- Charly
- Cristal
- Cupido
- Dad
- Dallas Barr
- De Drabbels
- Dokter Zwitser
- Don Bosco
- Flip Flink
- Foufi
- FRNK
- Frommeltje en Viola
- Game Over
- German en wij...
- Gieren
- Ginger
- G. Raf Zerk
- Guus Slim
- Guust
- Hultrasson
- Isabel
- Jaap
- Jan Kordaat
- Jeremiah
- Jerry Spring
- Jessica Blandy
- Jess Long
- Jimmy van Doren
- Johan en Pirrewiet
- Jojo
- De Kannibrallen
- De Katamarom
- Kid Paddle
- De Kleine Robbe
- De Krobbels
- Largo Winch
- Lucky Luke
- Luka
- Luuk Sterrekers
- Marsupilami
- De Mazdabende
- Melisande
- Mick Mac Adam
- De Mini-mensjes
- Minions
- Mooie Navels
- Natasja
- Nelson
- Oh! Lieve hemel
- Ouwe Niek & Zwartbaard
- De Paparazzi
- Papyrus
- Poesie
- Poezekat
- De Psy
- Ragebol
- Robbedoes en Kwabbernoot
- Rolf Karsten
- Sammy
- Sarah Spits
- De Sliert
- De Smurfen
- Snoesje
- Soda
- Sophie
- Stany Derval
- Steven Sterk
- Vergeten jungle
- Vrouwen in 't wit
- Yoko Tsuno

### Collecties

#### Expresso Dupuis
- Central Park
- De dochter van de professor
- Green Manor
- Incognito

- Marzi
- Meneer Johan
- Op kamers
- Salvatore

- Van dorpswege
- De wonderen van het leven
- Zep

#### Impressies
- De azuren Boeddha
- Het boek der onsterfelijken
- Geheimen
- De heer Vastenavond van As

- De kapers van Alcibiades
- Lucy
- Het meisje van de Yukon

- Pandora box
- Quintett
- Yoni

#### Spotlight
- Aria
- Charly
- Chinaman
- Het dagboek van een bos
- Ethan Ringler, Federal Agent
- HAND
- Jerome K. Jerome Bloks
- Jeremiah

- Jessica Blandy
- Kogaratsu
- De Kraai
- Lady S.
- Largo Winch
- Luka
- Makabi
- De P.I. van Hollywood

- Pema Ling
- Ragebol
- Requiem
- De Rochesters
- Soda
- Spoon & White
- Theodoor Cleysters
- Zwarte olijven

#### Sulitzer
- De groene koning

- Hannah

- Rourke

#### Vrije Vlucht
- Agadamgorodok
- Het alfabet der ruïnes
- Ange-Marie
- Azrayen'
- Beeld van Amok
- De blanke weduwe
- Blauwe rook
- De bloedbruiloft
- De boeman
- Brieven uit de bar
- De ogen in de muur
- Deogratias
- Die maanden in Amelie
- Drie grijze haren
- De eekhoornprins
- Een moordenaar die met vogels praat
- De eeuwige oorlog
- Elke raaf pikt
- Fanchon
- De fotograaf
- Ginds
- Godin wit, godin zwart
- De Goelagwals

- Halona
- Een hart voor IJsland
- Hoeraland
- Een huis van Frank L. Wright
- De jagers van de dageraad
- Kapitein Scharlaken
- De kinderen
- De laatste knusse zaal
- Laiyna
- Liefde in het spel
- Lijf om lijf
- Lova
- Luis, de Portugees
- Luna Almaden
- Miltons dromen
- Missie Vandisandi
- Mister Black
- Muchacho
- Op zoek naar Venus
- Orchidea
- De pechvogel
- Prettig kerstfeest, May!
- Prosopopus

- Rampokan
- Rapido Moderna
- Reis naar Italië
- De ruitenwissers
- Saigon-Hanoi
- Sarajevo-Tango
- Schoonheid thuisbezorgd
- De snelheidsbegrenzer
- De teenloze adelaar
- Thérèse
- Het uitstel
- De val
- Vergeten in Annam
- De weg naar Selma
- Een wereld zonder kwaad
- Wild Bill is vermoord
- De woesteling
- De zang van de walvissen
- Zeke vertelt...
- Zestig lentes
- De 27ste letter
- Zhong Guo
- Zoo

## Trivia
- Uitgeverij Dupuis komt soms voor in haar eigen uitgaven. Zo werken Kwabbernoot en Guust Flater voor "meneer Dupuis" bij uitgeverij Dupuis. Ook in de strips Arme Lampil en De Mazdabende komen de uitgeverij en haar medewerkers herhaaldelijk in beeld.